# 馬凱特鎮區 (密歇根州馬凱特縣)
馬凱特鎮區（英語：Marquette Township）是位於美國密歇根州馬凱特縣的一個特設鎮區。

## 地方資料
馬凱特鎮區的面積為157.60平方千米，當中陸地面積為143.40平方千米，而水域面積為14.20平方千米。根據2020年美國人口普查的數據，當地共有人口4140人，而人口密度為每平方千米26.27人。